# Mustasaari (ö i Finland, Birkaland, Tammerfors)
Mustasaari är en ö i Finland. Den ligger i sjön Näsijärvi och i kommunen Tammerfors i den ekonomiska regionen Tammerfors och landskapet Birkaland, i den södra delen av landet, 170 km norr om huvudstaden Helsingfors. Öns area är 4,3 hektar och dess största längd är 360 meter i öst-västlig riktning.